# بلدية أماتا
بلدية أماتا (بالإنجليزية: Amata Municipality)‏ هي بلدية في لاتفيا، تتبع لاتفيا، بلغ عدد سكانها 5٬163 نسمة، في 1 يناير 2017.

## التقسيمات الإدارية
- Amata Parish [الإنجليزية]‏.